# Craspedosis affinis
Craspedosis affinis là một loài bướm đêm trong họ Geometridae.